# サタデー・ナイト
「サタデー・ナイト」(英: Saturday Night) は、スコットランドのポップ・ロック・バンド、ベイ・シティ・ローラーズが1975年にリリースした楽曲。ビル・マーティンとフィル・クールターのコンビが作詞・作曲・プロデュースを手掛け、リズミカルかつ熱狂的なヴォーカルで「SATURDAY」を「S-A-T-U-R-D-A-Y」と綴り出していくサビの部分が印象的なアップビートのロックナンバーである。
この曲のオリジナルを歌ったのはノビー・クラークであり、1973年にイギリスでレコーディングされリリースされたが、チャート入りはしなかった。1975年末に、「サタデー・ナイト」はアメリカ合衆国でリリースされてヒットし、1976年1月3日には、Billboard Hot 100チャートの首位に立った。この曲は、アメリカ合衆国が建国200周年を迎えた1976年の Billboard Hot 100 で、最初に首位に立った曲であった。このバージョンは、1974年にイギリスで発表されたアルバム『エジンバラの騎士』に、ノビーに代わってボーカルとなったレスリー・マッコーエンが歌って吹き込み直したものであった。このシングルは、カナダの音楽雑誌『RPM』のシングル・チャートでも、1976年1月10日付で首位となった。この曲は、バンドにとって唯一の全米ナンバー・ワンとなったヒット曲である。
2019年には、Netflixの『Umbrella Academy』シリーズで、この曲が使用された。

## 日本での普及
日本では複数の「サタデー・ナイト」のシングルがリリースされている。いずれもレーベルはアリスタ・レコードで、Discogsのデータで1975年の発売とされている規格品番 BLPB-251-ARの盤（B面が「ベイ・シティ・ローラーズのテーマ (Shang-a-lang)」）、1976年3月20日の発売とされている規格品番 IER-10935-ARの盤（B面が「バイ・バイ・ベイビー (Bye Bye Baby)」）のほか、曲名を「サタデイ・ナイト」としB面に「Hey! C.B.」を収めた1979年のシングルや、CDの時代に入った後、CMで使用されたことをきっかけに1989年3月21日に再発された8センチCD（曲名表記は「サタデイ・ナイト」、2曲目は「ベイ・シティ・ローラーズのテーマ」）、レーベルがBMGに代わり「サタデイ・ナイト」1曲が収録された2004年の8センチCDがある。

## チャート

### 週間チャート
| チャート (1974年 - 1976年)                    | 最高位 |
| --------------------------------------------- | ------ |
| ベルギー (Ultratop 50 Flanders) 1975年盤      | 5      |
| ベルギー (Ultratop 50 Wallonia) 1975年盤      | 44     |
| カナダ トップシングルス (RPM)                 | 1      |
| オランダ (Dutch Top 40)                       | 3      |
| オランダ (Single Top 100) 1975年盤            | 2      |
| 日本 (オリコン)                               | 26     |
| ニュージーランド (Recorded Music NZ) 1975年盤 | 7      |
| 南アフリカ (Springbok)                        | 16     |
| US Billboard Hot 100                          | 1      |
| 西ドイツ (GfK Entertainment charts)           | 10     |

### 年間チャート
| チャート（1975年）            | 順位 |
| ----------------------------- | ---- |
| カナダ トップシングルス (RPM) | 106  |

| チャート（1976年）            | 順位 |
| ----------------------------- | ---- |
| カナダ トップシングルス (RPM) | 33   |
| US Billboard Hot 100          | 64   |

## 認定
| 国/地域                    | 認定 | 認定/売上数 |
| -------------------------- | ---- | ----------- |
| カナダ (Music Canada)      | Gold | 75,000^     |
| アメリカ合衆国 (RIAA)      | Gold | 1,000,000^  |
| ^ 認定のみに基づく出荷枚数 |      |             |

## カバー
イングランドのロック・バンドであるネッズ・アトミック・ダストビンは、マイク・マイヤーズ主演のロマンティック・コメディである1993年の映画『ハネムーンは命がけ』のために、この曲をカバーした。その演奏はサウンドトラック・アルバムにも収録された。
カナダのハードロック・バンドであるモンスター・トラックは、『ホッケー・ナイト・イン・カナダ』の2017年/2018年のシーズンのために、この曲をカバーした。
日本の男性アイドルグループであるJOHNNYS' ジュニア・スペシャルが1976年に日本語詞カバーを発表した（日本語詞：北公次）。
日本の男性アイドルグループであるTOKIOが2001年にカバーし「カンパイ!!」としてCD発売した。
日本の歌劇団で女性アイドルグループとしても活動した南青山少女歌劇団は、1993年に「SATURDAY NIGHT」の曲名で日本語詞カバーを発表した（日本語詞：亜伊林）。このバージョンには「原宿に集まってお祭り騒ぎをしよう」という内容の歌詞が含まれる。
日本の女性アイドルである杉本理恵は、1994年に「恋するSATURDAY NIGHT」の曲名で日本語詞カバーを発表した（日本語詞：渡辺なつみ）。
日本のロックバンドであるHi-STANDARDは、1995年のアルバム『GROWING UP』にて、この曲をカバーした（英語詞）。
日本のDJであるAKAKAGEは、2000年のアルバム『I Love Pop Music』にて、この曲をカバーした。
日本のタレントであるゴリが扮するキャラクターの松浦ゴリエは、2005年に「Pecori♥Night」の曲名で日本語詞カバーを発表した。
日本のロックバンドであるザ50回転ズは、2006年のアルバム『50回転ズのギャー!!』にて、この曲をカバーした。
日本のダンス&ボーカルグループであるE-girlsは、2015年のシングル『Anniversary!!』にて、「Saturday Night 〜ロックな夜に魔法をかけて〜」の曲名で日本語詞カバーを発表した（日本語詞：Yu Shimoji）。
日本の音楽ユニットであるチャラン・ポ・ランタンは、2016年に「ソトデナイ」の曲名で日本語詞カバーを発表した。歌詞は引きこもりを題材にしている。

## 後の楽曲への影響
トミー・ラモーンによれば、ラモーンズの「電撃バップ」における「Hey! Ho! Let's Go」というチャントは、「サタデー・ナイト」に示唆を受けたものだったという。
カナダのロック・バンドであるシンプル・プランは、2015年に発表した楽曲「Saturday」のなかで、「サタデー・ナイト」の冒頭の「S-A-T-U-R-D-A-Y Night」のチャントを数カ所に挿入している。
日本の男性アイドルグループ、ロックバンドであるTOKIOが2001年に発表した「カンパイ!!」は、「サタデー・ナイト」の冒頭の「S-A-T-U-R-D-A-Y Night」のメロディを流用している（歌詞自体は変更されている）。